# Бовт, Георгий Георгович
Гео́ргий Гео́ргович Бовт (род. 11 января 1960, Москва) — российский политолог, журналист, радиоведущий, политический деятель, кандидат исторических наук, сопредседатель партии «Правое дело» (2008—2011), член совета «Партии роста» (с 2016 года), шеф-редактор газеты «Известия» (1999—2004), главный редактор группы деловых журналов «Издательского дома Родионова» и журнала «Профиль» (2004—2007).

## Биография
Родился 11 января 1960 года в Москве. В 1982 году окончил исторический факультет МГУ им. М. В. Ломоносова, в 1985 году — аспирантуру там же; ученик И. П. Дементьева. Защитил кандидатскую диссертацию в 1986 году на тему «Проблема боссизма и партийно-политической борьбы по вопросу реформы гражданской службы в США (конец 60-х — начало 80-х годов XIX века)»; официальные оппоненты — В. В. Согрин и Г. Л. Кертман. Работал на историческом факультете МГУ, потом в Институте мировой экономики и международных отношений РАН.
В 1992 году окончил магистратуру в Колумбийском университете в Нью-Йорке по специальности «международные отношения».
С 1992 года работал в СМИ: в «Коммерсанте» (с июля 1992 по декабрь 1996 года), в газете «Сегодня» (с марта 1997 по ноябрь 1999 года), был шеф-редактором и колумнистом газеты «Известия» (с декабря 1999 по сентябрь 2004 года).
С октября 2004 года до июня 2007 года работал главным редактором группы деловых журналов «Издательского дома Родионова» и главным редактором основного еженедельника группы — «Профиль». В дальнейшем вёл передачи на радио «Сити-FM».
По состоянию на середину 2017 года — главный редактор журнала «Русский мир.ru» фонда «Русский мир», колумнист сайта «Газета.ру», ведёт программу «Бовт знает» на радио «Комсомольская правда» и авторские колонки в газете «Вечерняя Москва».
Даёт политологические комментарии на радиостанции Бизнес ФМ.
С сентября 2022 года — колумнист «Российской газеты». С 2023 года — колумнист издания «Regnum».

## Политическая деятельность
В 2008—2011 годах занимал пост сопредседателя партии «Правое дело».
В феврале 2009 года был назначен уполномоченным по созданию московского отделения этой партии.
25 июня 2011 года покинул пост сопредседателя в связи с избранием Михаила Прохорова единственным лидером партии, однако оставался членом федерального политсовета партии.
С 2016 года — член Совета Партии роста. В 2022 году вышел из совета партии.
С 2022 года освещает ситуацию вокруг вторжения России на Украину, призывает сохранять объективность и обсуждает правомерность наказания за «фейки», рассматривает США и коллективный Запад как одну из сторон конфликта, противник «затягивания боевых действий на Украине».

## Награды и премии
- Премия Союза журналистов России «Золотое перо России» (февраль 2007 года) — за политическую публицистику[14].
- Премия Правительства Российской Федерации 2016 года в области средств массовой информации (3 декабря 2016 года) — за популяризацию вопросов внешней политики на страницах журнала «Россия в глобальной политике»[2].

## Публикации
- Георгий Бовт, Александр Чудодеев Завтра начинается вчера : Все хотели как лучше… — М. : Фундамента Пресс, 2000. — 230, [1] с. : ил. ISBN 5-89792-006-0
- Есть ли жизнь после Путина. — М. : Алгоритм, 2015. — 302, [1] с. ISBN 978-5-906817-15-0